# Elementanalyse
Elementanalyse is het proces waarin bepaald wordt welke elementen in een monster van een stof (bijvoorbeeld grond, afval- of drinkwater, lichaamsvocht,  mineralen, chemische verbinding) voorkomen.  Soms wordt ook naar de isotoopsamenstelling gekeken.  Elementanalyse kan een kwalitatief karakter hebben (welk element is aanwezig?) of kwantitatief van aard zijn (hoeveel van een element is aanwezig).  Elementanalyse is een van de deeldisciplines van de analytische chemie, het geheel van technieken waarmee de chemische achtergrond van de wereld waarin we leven bestudeerd wordt.
In de organische chemie verwijst elementanalyse, of "EA", bijna altijd naar de CHNX-analyse — de bepaling van de massafractie van koolstof, waterstof, stikstof en heteroatomen (X) als zwavel en de halogenen in een monster.  Deze informatie was belangrijk bij zowel het vaststellen van de structuur van een onbekende verbinding, als een extra zekerheid omtrent de structuur en de zuiverheid van een gesynthetiseerde verbinding. In de hedendaagse organische chemie hebben spectroscopische technieken als NMR, zowel 1H en 13C, massaspectrometrie en chromatografische technieken EA goeddeels vervangen.  Voor heteroatomen blijft EA echter een belangrijk hulpmiddel ter controle van juiste stof en zuiverheid.
Lavoisier wordt beschouwd als de grondlegger van EA als kwantitatief en experimenteel gereedschap in het bestuderen van de samenstelling van stoffen.  In zijn tijd was EA gebaseerd op gravimetrische analyse van specifiek absorberend materiaal voor en na de absorptie van verbrandingsgassen.  Hedendaagse analyse vindt plaats in volledig geautomatiseerde apparatuur.  De kwantitatieve bepalingen zijn gebaseerd op thermische geleidbaarheid, IR of andere spectroscopische technieken.

## Methoden

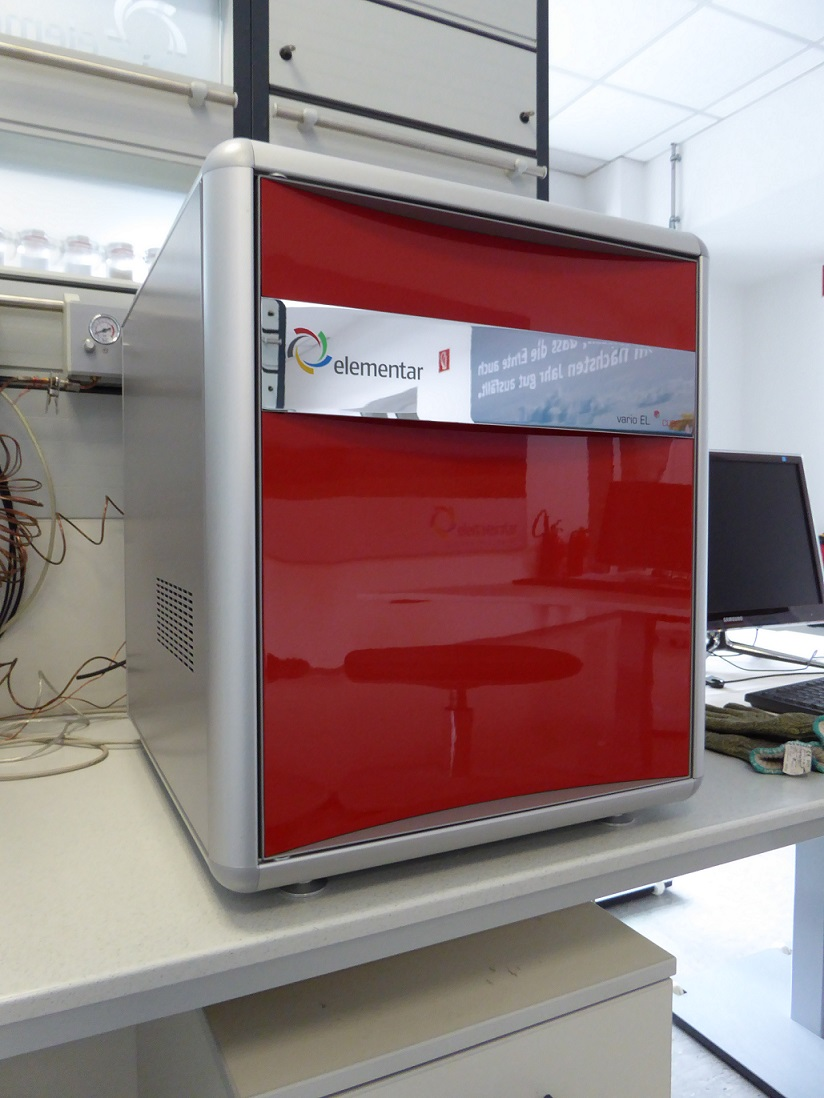
Moderne analyzer, na verbranding volgt automatisch gelijktijdige bepaling van CHNS

De meest gebruikelijke vorm van EA, CHN-analyse, wordt gerealiseerd via verbrandingsanalyse.  Hierbij wordt een monster verbrand in een overmaat zuurstof.  De verbrandingsproducten - water, koolstofdioxide en stikstofoxiden - worden verzameld.  De massa's van de verschillende producten vormen de basis voor de berekening van de samenstelling van het monster.  De huidige generatie (2016) automatische analyse-apparaten zijn in staat naast de CHN-analyse tegelijkertijd ook S te meten.

### Kwantitatieve analyse
In de kwantitatieve analyse wordt de massa van elk element in het monster vastgesteld.  Tot de kwantitatieve methoden behoren onder anderen:
- Gravimetrie: Het monster wordt opgelost.  Aan de oplossing wordt een geschikt reagens toegevoegd, waardoor een neerslag met een bekende samenstelling ontstaat.  Na drogen van het neerslag is de massa van het neerslag een maat voor de hoeveelheid van het gezochte element.  Een andere mogelijkheid is het gezochte element om te zetten in een vluchtige verbinding.  Het massaverlies is in dat geval een maat voor de hoeveelheid van het element.
- Verschillende op het creëren van losse atomen gebaseerde methoden worden voor vele metalen toegepast: AAS, AES of VES, grafiet-oven AAS en ICP.
- Neutronactiveringsanalyse:  Het monster wordt beschoten met neutronen.  Na neutronvangst vervallen de ontstane radioactieve atoomkernen onder uitzending van onder andere voor de atoomkern karakteristieke Röntgenstraling.  De concentratie van elk element kan bepaald worden door de uitgezonden straling te vergelijken met die van een bestraald monster met een bekende concentratie.[8]

### Kwalitatieve analyse
Voor de kwalitatieve elementanalyse zijn onder andere de volgende methoden beschikbaar:
- Massaspectrometrische atoomspectroscopie, zoals ICP-MS, waarbij de massa van de atomen bepaald wordt.
- Spectrometrische methoden waarbij de binnenste delen van de elektronenschillen van een atoom worden onderzocht zoals Röntgenfluorescentie, deeltjes geïnduceerde Röntgen emissie, Röntgen foto-electron spectroscopie en Auger-elektronspectroscopie.
- Chemische methoden waaronder:
  - Natrium smelt test
  - Schöniger-oxidatie

### Verwerking
De analyseresultaten worden zo berekend dat op basis van de massa van het monster en de gevonden reactieproducten de molaire verhouding van de verschillende elementen afgeleid kan worden.  Op basis van de massapercentages van de verschillende elementen kan vervolgens de verhoudingsformule van de stof bepaald worden.  Omdat gewerkt wordt met de verhouding van de verschillende elementen, is het niet mogelijk op alleen de EA onderscheid te maken tussen monomeren, dimeren of oligomeren.  Zo werden in de eerste helft van de 19e eeuw ethaan en butaan aangezien voor respectievelijk de radicalen methyl en ethyl.  Het resultaat kan (en werd) gebruikt om:
- van een onbekende stof de formule te bepalen.
- van een gesynthetiseerde verbinding de zuiverheid te bepalen.

De afwijking tussen gevonden en berekende waarden diende minder dan 0,4% te zijn.